# Amtsgericht Sangerhausen

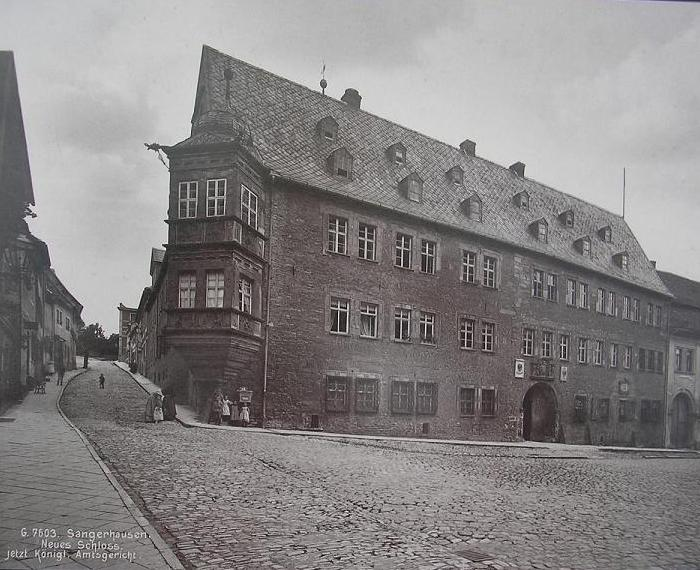
Amtsgericht Sangerhausen (vor 1945)

Das Amtsgericht Sangerhausen ist ein Gericht der ordentlichen Gerichtsbarkeit und eines von sieben Amtsgerichten im Landgerichtsbezirk Halle in Sachsen-Anhalt.

## Gerichtssitz und Gebäude
Das Amtsgericht (AG) Sangerhausen nutzt seit 1992 das Gebäude Markt 3, das 1586 errichtet und 1616–1622 auf Geheiß von Kurfürst Christian I. zum Neuen Schloss ausgebaut wurde. Später diente es als Behördensitz und zeitweilig als Adelsresidenz. Seit 1816 sind in dem Gebäude Gerichte untergebracht, ab 1879 das (preußische) Amtsgericht, zu DDR-Zeiten das Kreisgericht und nach 1989 wieder das Amtsgericht.

## Gerichtsbezirk
Der Gerichtsbezirk des Amtsgerichtes Sangerhausen umfasst nach Punkt II Nr. 5 der Anlage zum GerOrgG LSA den Landkreis Mansfeld-Südharz, soweit die Gemeinden nicht dem Amtsgericht Eisleben zugeordnet sind, also die Städte Allstedt, Kelbra und Sangerhausen, sowie die Gemeinden Berga, Blankenheim, Brücken-Hackpfüffel, Edersleben, Südharz und Wallhausen. Allerdings sind verschiedene Verfahren zentralisiert, so sind etwa für Mahnsachen als Gemeinsames Mahngericht für die Länder Sachsen, Sachsen-Anhalt und Thüringen das Amtsgericht Aschersleben, für das Vereinsregister, das Partnerschaftsregister und das Handels- und Genossenschaftsregister das Amtsgericht Stendal und für Insolvenzverfahren das Amtsgericht Halle zuständig.

## Organisation
Dem Amtsgericht Sangerhausen ist das Landgericht Halle unmittelbar übergeordnet. Das zuständige Oberlandesgericht hat seinen Sitz in Naumburg (OLG Naumburg).

## Geschichte
Von 1849 bis 1879 bestand in Sangerhausen das Kreisgericht Sangerhausen. Im Rahmen der Reichsjustizgesetze wurden reichsweit einheitlich Oberlandes-, Land- und Amtsgerichte gebildet. Das königlich preußische Amtsgericht Sangerhausen wurde mit Wirkung zum 1. Oktober 1879 als eines von 14 Amtsgerichten im Bezirk des Landgerichtes Nordhausen im Bezirk des Oberlandesgerichtes Naumburg gebildet. Der Sitz des Gerichtes war die Stadt Sangerhausen. Sein Gerichtsbezirk umfasste den Landkreis Sangerhausen ohne die Teile, die den Amtsgerichten Artern, Heringen, Kelbra, Roßla und Stolberg (Harz) zugeordnet waren, sowie aus dem Mansfelder Gebirgskreis den Amtsbezirk Morungen ohne den Teil der dem Amtsgericht Wippra zugeordnet war. Am Gericht bestanden 1880 drei Richterstellen. Das Amtsgericht war damit ein mittelgroßes Amtsgericht im Landgerichtsbezirk.
Im Jahre 1945 wurden die Amtsgerichte Kelbra und Roßla aufgehoben und ihre Sprengel dem Amtsgericht Sangershausen zugeordnet. Nach dem Zweiten Weltkrieg wurden in der SBZ Länder gebildet. Da Sangershausen zu Sachsen-Anhalt, Nordhausen aber zu Thüringen kam, wurde das Amtsgericht Sangershausen nun dem Landgericht Halle zugeordnet. In der DDR wurden 1952 die Amtsgerichte aufgehoben und einheitlich Kreisgerichte gebildet. Sangerhausen kam zum  Kreis Sangerhausen, entsprechend entstand das Kreisgericht Sangerhausen im Bezirk des Bezirksgerichtes Halle. Mit dem Gerichtsorganisationsgesetz von Sachsen-Anhalt wurden das Kreisgericht 1992 aufgehoben und erneut ein Amtsgericht Sangerhausen gebildet und erneut dem Landgericht Halle zugeordnet.